# Viễn thông Campuchia
Viễn thông của Campuchia đặc biệt là bưu điện, điện báo và các dịch vụ điện tín được quản lý bởi Bộ Bưu chính - Viễn thông Campuchia, giao thông và bưu chính đã được phục hồi tại phần lớn đát nước từ những năm 1980 trong thời Cộng hòa Nhân dân Campuchia sau khi bị gián đoạn dưới thời Khmer đỏ.
Trong tháng 1 năm 1987, các trạm hỗ trợ cho tàu truyền thông không gian Intersputnik của Liên Xô bắt đầu hoạt động ở Phnom Penh và thành lập các liên kết viễn thông hai chiều giữa thủ đô Campuchia và các thành phố của  Moscow, Hà nội, Vientiane và Paris. Việc hoàn thành các trạm  vệ tinh mặt đất phục hồi các liên kết điện thoại và telex giữa Phnom Penh, Hà Nội, và các nước khác lần đầu tiên kể từ năm 1975.
Mặc dù các dịch vụ viễn thông đã bước đầu giới hạn cho chính phủ, những tiến bộ trong truyền thông đã giúp phá vỡ sự cô lập của đất nước, cả nội bộ và quốc tế.
Ngày nay, với sự sẵn có của điện thoại di động, thông tin liên lạc dành cho tất cả, mặc dù Thủ tướng Hun Sen ra sắc lệnh rằng  điện thoại di động 3G sẽ không được phép hỗ trợ cuộc gọi video và cũng không cấm hoàn toàn như báo cáo trước đó trên trang này.

## Điện thoại cố định
Công ty truyền thông nhà nước của chính phủ là Telecom Cambodia, được thành lập vào năm 2006 như là sự mở rộng của bộ phận điều hành viễn thông của Bộ bưu chính viễn thông. Dịch vụ điện thoại cố định phổ biến ở Phnom Penh và các tỉnh thành khác; vùng phủ sóng của điện thoại di động đang được mở rộng nhanh chóng ở khu vực nông thôn.
Hệ thống điện thoại di động được sử dụng rộng rãi ở khu vực thành thị để vượt qua thiếu sót trong các mạng cố định; các kết nối cố định đứng cũng ít hơn 1 trên 100 người; sử dụng mobile-cellular, được hỗ trợ bởi sự cạnh tranh ngày càng tăng giữa các nhà cung cấp dịch vụ, đang gia tăng và đứng ở mức gần 20 trên 100 người.
Truy cập quốc tế gọi là phù hợp nhưng đắt tiền. Dịch vụ điện thoại cố định và di động có thể gọi đến tất cả các nước từ Phnom Penh và các thành phố chính cấp tỉnh.
- Tổng chiều dài đường dây: 54,200  (2009)
- Mobile cellular: 5,593,000 (2009)
- Trạm vệ tinh mặt đất - 1 Intersputnik (vùng Ấn Độ dương)
- Mã truy cập quốc tế: 855

### Mạng di động
- Cellcard, MobiTel [CamGSM Co., Ltd.]	http://www.cellcard.com.kh/
- Metfone [VTC or Viettel (Cambodia) Pte., Ltd.]	http://www.metfone.com.kh/ Lưu trữ ngày 3 tháng 5 năm 2012 tại Wayback Machine
- Beeline [Sotelco Ltd. ]	http://www.beeline.com.kh/ Lưu trữ ngày 9 tháng 1 năm 2010 tại Wayback Machine
- Smart + Hello [Latelz Co., Ltd.]	http://www.latelz.com.kh/ Lưu trữ ngày 3 tháng 6 năm 2012 tại Wayback Machine http://www.smart.com.kh
- QB [Cambodia Advance Communications Co., Ltd. (CADCOMMS)]	http://qbmore.com/
- Excell [GT-TELL (Cambodia) Investment Co., Ltd.]	http://excell.com.kh/ Lưu trữ ngày 15 tháng 6 năm 2012 tại Wayback Machine

### Các dịch vụ giá trị gia tăng (VASP)
- Chibi (Dịch vụ chat và hẹn hò trên di động) http://chibitxt.me Lưu trữ ngày 21 tháng 10 năm 2016 tại Wayback Machine

## Radio

### Các đài phát sóng

#### Phnom Penh
- Apsara Radio FM 97
- Đài Phát thanh Quốc gia (National Radio Kampuchea)
- Phnom Penh Radio FM 103
- Radio Beehive FM 105
- Radio FM 90.5
- Radio FM 99
- Voice of America Khmer
- Radio Khmer FM 107
- Radio Love FM 97.5
- Đài phát thanh quân đội Hoàng gia(Royal Cambodia Armed Forces Radio) FM 98
- Trung tâm thông tin Phụ nữ Campuchia(Women's Media Centre of Cambodia) (WMC) Radio FM 102

#### Ở các tỉnh
Có đài phát thanh trong các tỉnh sau: Banteay Meanchey, Battambang, Kampot, Kandal, Kampong Cham, Kampong Thom, Pailin, Preah Vihear, Siem Reap, Sihanoukville và Svay Rieng

## TV

### Mạng tryền hình quảng bá và truyền hình cáp
- Apsara Television (TV11)
- Bayon Television
- Cambodian Television Network (CTN)
- Truyền hình Quốc gia Cam pu chia (National Television of Cambodia]] (TVK)
- Truyền hình Phnom Penh (Phnom Penh Television) (TV3)
- Truyền hình quân đội hoàng gia Royal Cambodia Armed Forces Television) (TV5)
- DTV STAR (Digi)
- Truyền hình cáp Campuchia (Cambodia Cable Television) (CCTV)
- Truyền hình Cáp Phnom Penh (Phnom Penh Municipal Cable Television) (PPCTV)

### Các đài truyền hình địa phương
- Kandal - Phát trên kênh 27, Bayon Television là kênh UHF duy nhất của Campuchia. Một công ty truyền hình tư nhân của thủ tướng Hun Sen, nó cũng quản lý Bayon Radio FM 95 MHz. Nó được thành lập vào tháng 1 năm 1998.
- Mondulkiri - được thành lập năm 1999, chuyển tiếp TVK trên kênh 10.
- Preah Vihear - được thành lập vào năm 2006, phát sóng trên kênh 7.
- Ratanakiri - được thành lập vào năm 1993, chuyển tiếp TVK trên kênh 7.
- Siem Reap - thành lập năm 2002, chuyển tiếp TV3 trên kênh 12.

## Internet
Internet Hosts:
5,452 (2009)
Số người dùng Internet:
78,500 (2009)
Tên miền quốc gia: 
.kh